# 出雲大社東京分祠
出雲大社東京分祠（いずもおおやしろ、いずもたいしゃとうきょうぶんし）は東京都港区六本木にある神社で、島根県の出雲大社からの分祠である。

## 概要
正式名称は「いずもおおやしろ」であるが、一般には主に「いずもたいしゃ」と読まれる。二拝四拍手一拝の作法で拝礼する。明治維新に伴う近代社格制度下において唯一「大社」を名乗る神社であった。創建以来、天照大神の子の天穂日命を祖とする出雲国造家が祭祀を担ってきた。現在、第六代東京分祠長及び東京出張所長を務めるのは千家活彦（せんげいくひこ）。宮司の正服の紋様は神社本庁の定める黒綾文輪なし裏同色平絹ではなく黒綾にご神紋である二重亀甲剣唐花の文様を練り込んである。

## 祭神
大国主大神（おおくにぬしのおおかみ）。
1142年（康治元年）在庁官人解状に「天下無双之大廈、国中第一之霊神」と記された。神在月（神無月）には全国から八百万の神々が集まり神議が行われる（神在祭 旧暦10月11日 - 17日）。出雲へ行かず村や家に留まる田の神・家の神的な性格を持つ留守神（荒神等）も存在しているので、すべての神が出雲に出向くわけではない。そのような神集への信仰から、江戸時代以降は文学にも出雲の縁結びの神様としてあらわれるほどに、全国的な信仰をあつめるようになった。

## 歴史
- 1873年（明治6年）
  - 1月 - 出雲大社敬神講を組織する。
  - 9月24日 - 出雲大社教会を取結び『出雲教会仮条例』を定める。
- 1874年（明治7年）7月15日 - 出雲大社教会規約・同誓約・同条約を定める。
- 1875年（明治8年）4月8日 - 出雲大社社務所内に出雲大社教会所を開設し、同生徒局を開く。
- 1876年（明治9年）
  - 5月17日 - 出雲大社教会規約を改め『教会神徳大意』を公示。
  - 5月23日 - 出雲大社教院の称を届ける。
- 1877年（明治10年）
  - 6月1日 - 出雲大社仮殿遷座祭を斎行。
  - 12月1日 - 出雲大社教会開講祭斎行。
- 1878年（明治11年）1月11日 - 出雲大社東京分祠は、出雲大社八十代宮司で出雲大社教の第八十代国造・初代管長である千家尊福（せんげたかとみ）が、「東京及び東日本の御神徳宣布」のため、神田にある神田明神社務所内に、東京出張所を設けたのに始まった。神田明神は、出雲大社と祭神が同じだけでなく、当時の宮司は平田篤胤（ひらたあつたね）学派の平田盛胤でその関係も深く、初代の出張所長は本居宣長の学統を継ぐ本居豊穎（もとおりとよかい、本居宣長の曾孫、屋号秋屋）で、祭神論の当時は東京における出雲派の拠点だった。
- 1879年（明治12年）11月15日 - 出雲大社教会を千家国造館内「風調館大広間（現神楽殿）」へ移転する。
- 1881年（明治14年）5月15日 - 出雲大社生遷宮斎行。これに際し明治天皇より赤地大和錦一巻を奉納される。
- 1882年（明治15年）
  - 3月1日 - 明治政府の神官教導職分離令を受ける。
  - 4月4日 - 東京出張所は東京府麹町区上二番町47番地に移転した。東京出張所に神殿を設立し、千家尊福が出雲より分霊を奉じて鎮祭し、ここに出雲大社東京分祠が建立された。
  - 5月10日 - 天皇聴許、また行政認可を受けて、出雲大社内にあった出雲大社教会（教院）を独立した宗教教団として特立した。この時、神道大社派と改称し、千家尊福が初代管長職に就く。
  - 11月6日 - 神道大社派から神道大社教と改称する。
- 1883年（明治16年）
  - 5月4日 - 明治政府の宗教政策により神職による布教が禁じられた。神殿落成。
  - 5月11日 - 神霊祭斎行。
  - 5月12日 - 神道総裁有栖川宮幟仁親王（ありすがわたかひと）の臨席を仰いで落成式を行い、神殿には親王の筆になる「経国治幽」の額が掲げられた。
  - 7月 - 太政大臣岩倉具視の国葬の斎主を千家尊福が務める。
- 1884年（明治17年）
  - 8月11日 - 千家尊福、教導職を罷免される。
  - 9月6日 - 千家尊福、大社経管長を認可される。
- 1886年（明治19年）8月7日 - 大社教「教規」を定める。
- 1888年（明治21年）6月8日 - 千家尊福、大社教管長を辞す。以後、総裁となって統監する。第二世管長千家尊愛就任。
- 1889年（明治22年）
  - 8月25日 - 前管長千家尊福より麻布区材木町（現・港区六本木七丁目）38番地より40番地まで（現在地）の地所を東京分祠に寄せられるにつき永久維持の計画をし、行政の許可を得て、神殿はじめ附属建物共有の移転工事を着工。
  - 10月15日 - 千家尊弘（せんげたかひろ）東京分祠を麻布区材木町に移転完成。
- 1891年（明治24年）2月 - 公爵三條実美大人命の国葬の斎主本居豊穎が奉仕。
- 1896年（明治29年）12月 - 公爵毛利元徳大人命の国葬の副斎主を奉仕。
- 1898年（明治31年） - 神前結婚式を執り行い、東京における神前結婚式の端緒を開いた。また当時は、神葬祭に関しても数多の元勲の国葬を奉仕。
- 1903年（明治36年）2月 - 元帥陸軍大将小松宮影仁大人尊の葬儀を奉仕。
- 1909年（明治42年）10月 - 公爵伊藤博文大人命の国葬の斎主を奉仕。
- 1912年（大正元年）9月18日 - 陸軍大将乃木希典・静子命の国民葬を奉仕。
- 1913年（大正2年）2月15日 - 本居豊穎帰幽。正三位に叙される。勲二等・文学博士。
- 1916年（大正5年）12月 - 陸軍大将大山巌大人命の国葬の斎主を奉仕。
- 1918年（大正7年）
  - 1月3日 - 千家尊福帰幽。特旨を以て正二位に叙される。
  - 4月10日 - 第三世管長千家尊有就任。
- 1924年（大正13年）7月 - 公爵松方正義大人命の国葬の斎主を奉仕。
- 1929年（昭和4年）2月 - 東京分祠兼出張所幹事に千家尊宣（せんげたかのぶ）が就任。
- 1932年（昭和7年）11月6日 - 神道大社教特立50年祝祭斎行を出雲大社神楽殿で執り行われる。
- 1937年（昭和12年）10月7日 - 実践女学園渋谷校校舎の香雪神社大殿祭斎行。奉仕千家尊宣。
- 1939年（昭和14年）10月5日 - 東京分祠兼出張所長に千家尊建（せんげたかたけ）就任。しかし、社務多忙に就き大阪分院に在勤。東京分祠兼出張所副長に千家尊宣が就任。

- 1940年（昭和15年）
  - 2月 - 東部布教師養成講習会開講。

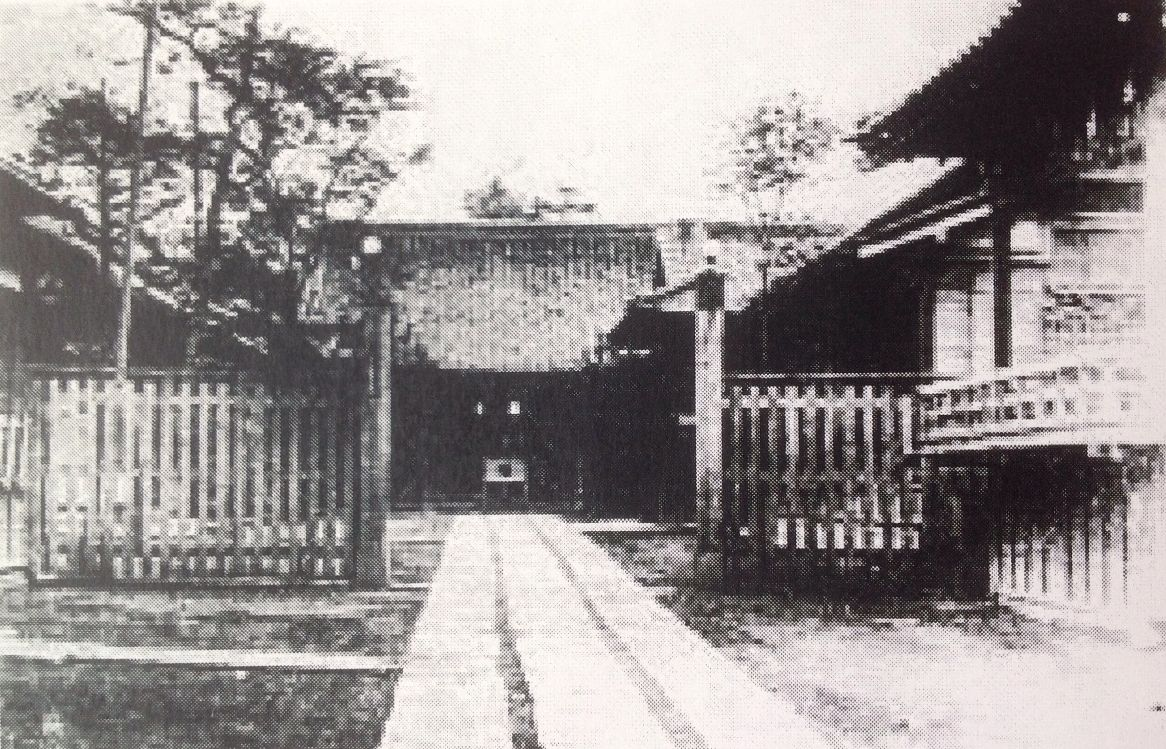
1941年（昭和16年）東京分祠の境内

  - 5月23日 - 千家尊弘（せんげたかひろ）帰幽。
  - 7月 - 東部布教師養成講習会、東京分祠に於いて行われる。以後、年間数回開催し、1943年（昭和18年）の戦局悪化に伴い一時閉講までの間に約３百名の布教師を新たに育成。
- 1945年（昭和20年）
  - 5月25日 - 東京大空襲の戦災によって社殿焼失なるも分霊と斎家資料等は難を逃れる。この時「経国治幽」の額は焼失。これ以前までは、約千六百の教師・教賛員が在籍していたが、その大半が所在不明となる。その後、霞町1番地（千家尊宣宅）に仮神殿を建て教務を再開。
  - 12月10日 - 大社教総監に千家尊宣就任。兼務される。
- 1946年（昭和21年） - 神道大社教から出雲大社教と改称する。終戦により、国家管理を離れ宗教団体として活動する。文部省の指示により実践女学園の香雪神社（祭神下田歌子）が廃祀となる。香雪神社社殿を東京分祠に遷座（現在、祓社として祭祀）。
- 1951年（昭和26年）
  - 1月 - 元帥陸軍大将梨本宮守正王大人尊の葬儀を奉仕。
  - 4月1日 - 出雲大社権宮司兼大社教総監に千家尊宣が任命される。宗教法令により出雲大社と出雲大社教を分けていたが、宗教法令失効により、この日を以って1882年（明治15年）以前の状態に立返る。
- 1952年（昭和27年）5月1日 - 出雲大社御遷宮斎行。
- 1954年（昭和29年）
  - 5月1日 - 神道学会結成。機関紙『神道学』創刊。
  - 9月29日 - 第三世管長、千家尊有の教団葬の斎主を奉仕。
  - 11月8日 - 出雲大社教統兼第四世出雲大社教管長に千家尊宣就任。
- 1956年（昭和31年）3月1日 - 東京分祠兼出張所長に千家遂彦就任。
- 1961年（昭和36年）12月31日 - 東京分祠兼出張所を港区港区六本木7丁目（元・麻布区材木町）に再建。境内130坪、木造社殿。香雪神社を祓社として祭祀する。

- 1962年（昭和37年）
  - 4月15日 - 東京分祠再建祝祭斎行。

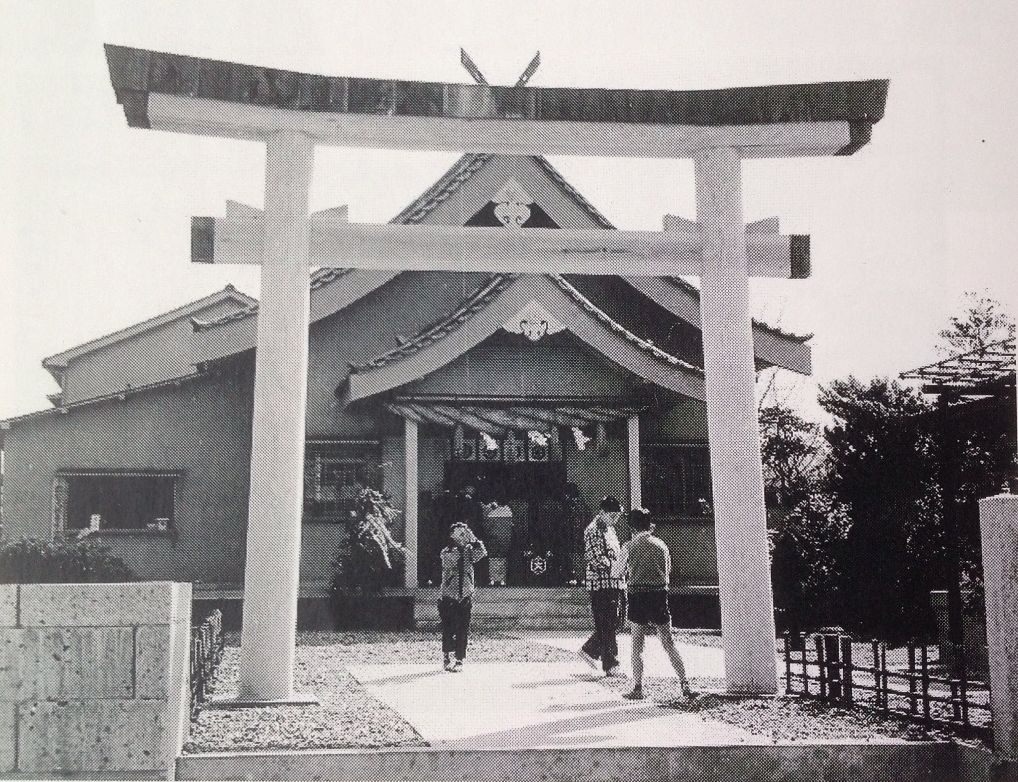
1962年（昭和37年）東京分祠再建祝祭

  - 6月10日 - 出雲大社教特立80年祝祭を出雲大社神楽殿にて斎行。
- 1963年（昭和38年）
  - 8月12日 - 千家尊宣、教統・管長職を辞任。國学院大学専任理事に就く。
  - 8月28日 - 第五世管長、千家達彦就任。
- 1968年（昭和43年）9月14日 - 北海道教区御巡教、新十津川分院昇格10年祝祭奉仕。

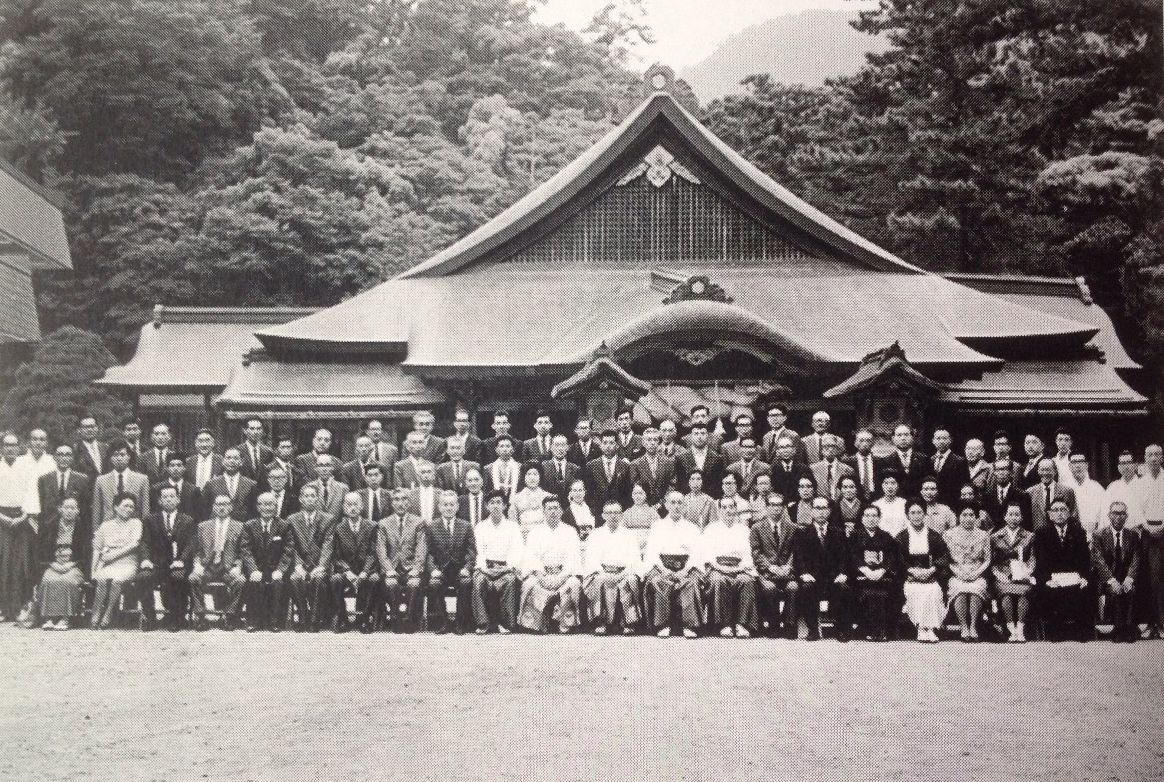
1970年（昭和45年）6月4日、出雲大社神楽殿での教議会記念写真

- 1970年（昭和45年）8月4日 - 東部布教師養成講習会を東京分祠にて行う。
- 1971年（昭和46年） - 東部布教師養成講習会を東京分祠にて行う。
- 1972年（昭和47年）10月30日 - 千家尊宣帰幽。
- 1975年（昭和50年）9月24日 - 北海道教区御巡教、興部教会鎮祭60年祝祭奉仕。
- 1976年（昭和51年）
  - 東部教師青年会結成。
  - 8月 - 梨本宮伊都子刀自尊の葬儀を奉仕。
- 1977年（昭和52年）9月4日 - 出雲大社教青年会結成大会を出雲大社神楽殿で行う。
- 1978年（昭和53年）1月 - 賀陽宮恒憲大人尊の葬儀を奉仕。
- 1979年（昭和54年）11月4日 - 東京分祠の社殿改築のため、港区南青山町に仮神殿を設け一時移転する。

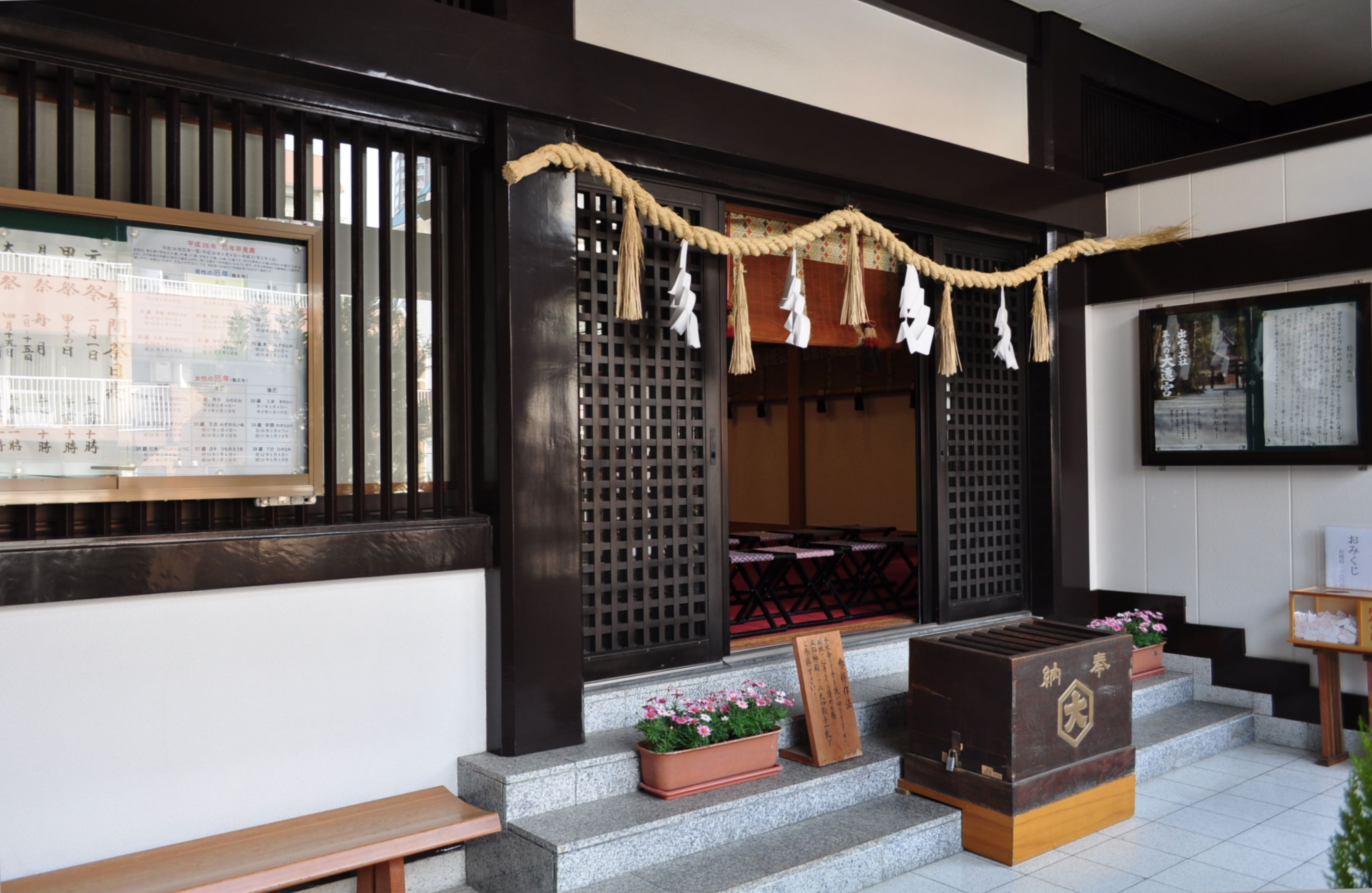
拝殿前（2014年4月16日撮影）

- 1980年（昭和55年）12月5日 - 東京分祠改築竣工（現・社殿）。
- 1981年（昭和56年）10月15日 - 東京分祠改築竣工祝祭斎行。
- 1982年（昭和57年）8月6日～9日 - 出雲大社教特立百年祝祭を出雲大社神楽殿にて斎行。
- 1983年（昭和58年）10月15日 - 東京分祠鎮祭百年記念大祭斎行。
- 1985年（昭和60年）
  - 10月10日 - 北海道教区御巡教、興部教会鎮祭70年祝祭奉仕。
  - 12月 - 北海道教区御巡教、網走教会御造営祝祭奉仕。
- 2007年（平成19年）11月6日 - 千家遂彦帰幽。
- 2008年（平成20年）
  - 3月17日 - 東京分祠兼出張所長に千家活彦就任。
  - 4月20日 - 出雲大社「平成の大遷宮」御仮殿遷座祭斎行。
- 2009年（平成21年）11月3日 - 東部教区御巡教、地鎮祭崇敬教会鎮祭70年祝祭奉仕。
- 2010年（平成22年）7月16日 - 東部合同御親教を東京分祠にて斎行。
- 2011年（平成23年）
  - 4月15日 - 東日本大震災復興祈願祭斎行（此年、春季大祭を取止める）。
  - 7月7日 - 東日本大震災復興祈願七夕祭斎行（臨時祭典）。
- 2012年（平成24年）
  - 6月5日 - 神道六教派特立百三十年記念事業を國學院大學にて行う。この記念事業に千家活彦管長代理として参加。
  - 8月7日 - 出雲大社教特立百三十年帰一大祭を出雲大社神楽殿にて斎行。
- 2013年（平成25年）5月10日 - 出雲大社「平成の大遷宮」御本殿遷座祭斎行。
- 2014年（平成26年）
  - 6月18日 - 第六世管長、千家隆比古就任。
  - 10月5日 - 告期により高円宮典子女王・千家国麿連枝の婚儀。
  - 10月15日 - 東京分祠鎮祭百三十年奉祝祭斎行）[3]。

## 歴代東京分祠長・東京出張所長
- 初代 本居豊穎（もとおりとよかい） - 本居宣長の曾孫、屋号秋屋、神道大社教副管長[4]。
- 第二代 千家尊弘（せんげたかひろ） - 神道大社教副管長兼務。
- 第三代 千家尊建（せんげたかたけ） - 神道大社教総監兼務、1939年（昭和14年）10月5日就任。
- 第四代 千家尊宣（せんげたかのぶ） - 1945年（昭和20年）2月24日就任。
- 第五代 千家逐彦（せんげかつひこ） - 出雲大社権宮司兼務、1956年（昭和31年）3月1日就任。
- 第六代 千家活彦（せんげいくひこ） - 2008年（平成20年）3月17日就任。

## 出雲大社教歴代管長
- 初代 千家尊福（せんげたかとみ）

1845年（弘化2年）8月6日-1918年（大正7年）1月3日。1872年（明治5年）11月19日に第80代国造・出雲大社宮司を拝命。1881年（明治14年）、出雲大社遷宮を斎行する。この頃、明治政府は、維新で目指した祭政一致を踏襲することが出来ず、神社行政は朝令暮改と激変する時代であった。1882年（明治15年）、内務省通達神官教導職分離令により、神官による布教の道を閉ざされ、国家国民の安寧を強く危惧した。出雲大社布教の教団を組織せんと宮司職を依願退職し、それまであった出雲大社教会を、認可を得て特立。これを以って、神道大社教が創設され、初代管長に就任。主な経歴、1906年（明治39年）旭日章受章。貴族院議員（4選）、埼玉県知事、静岡県知事、東京府知事、司法大臣を歴任した。男爵・正二位・勲一等。
- 第二世 千家尊愛（せんげたかあき）

1887年（明治20年）6月8日就任。日本人入植者の多いハワイでの布教を宮王勝良に命じ、ハワイ分院設立の端緒を開いた。宮家や明治元勲の国葬を奉仕。
- 第三世 千家尊有（せんげたかもち）

1918年（大正7年）4月10日就任。全国各地に教会を設立、朝鮮・台湾・ハワイ・北米など世界的な規模に発展した。入植者の多い国々へ教師を派遣した。
- 第四世 千家尊宣（せんげたかのぶ ）

1954年（昭和29年）11月19日就任。戦後、国学院大学理事・大蔵倉精神文化研究所理事を務めた。「玉串」に関する見解は、現代に於いても基礎となった。
- 第五世 千家達彦（せんげみちひこ）

1963年（昭和38年）8月28日就任。
- 第六世 千家隆比古（せんげながひこ）

2014年（平成26年）6月18日就任。現在、出雲大社権宮司を兼務している。

## 祭事
- 1月1日 - 元旦祭・初神楽祭
- 4月
  - 15日 - 春季大祭
  - 16日 - 春季祖霊社大祭
- 5月14日 - 出雲大社例祭遥拝
- 6月30日 - 大祓式
- 10月
  - 15日 - 秋季大祭
  - 16日 - 秋季祖霊社大祭
- 12月31日 - 大祓式・除夜祭[6]

## 交通
鉄道
- 東京メトロ日比谷線、六本木駅下車2番出口、徒歩約1分。
- 都営地下鉄大江戸線、六本木駅下車7番出口、徒歩約3分。

## 周辺情報
- 国際文化会館
- 日本学術会議
- 政策研究大学院大学
- 東洋英和女学院中学部・高等部
- 麻布警察署
- 国立新美術館
- 俳優座劇場
- 麻布十番
- 乃木神社
- 青山霊園
- 青山葬儀所
- テレビ朝日
- 六本木ヒルズ
- ミッドタウン
- ザ・リッツ・カールトン東京
- グランドハイアット東京